# Moknine
Moknine (arabisch المكنين) ist eine Stadt und eine Delegation mit etwa 90.000 Einwohnern im Osten Tunesiens.

## Lage
Moknine liegt in einer Höhe von ca. 5 bis 30 m ü. d. M. unweit der Mittelmeerküste. Die Städte Monastir und Sousse liegen etwa 23 bzw. 43 km (Fahrtstrecke) nordwestlich; die Stadt Sfax befindet sich knapp 120 km südlich. Im Süden der Stadt befindet sich ein ausgedehntes Sumpfgebiet (Sabcha), in welchem sich nach heftigen oder langanhaltenden Regenfällen ein See bildet.

## Wirtschaft
Moknine ist noch immer in hohem Maße landwirtschaftlich geprägt; die Anbaufläche für Weizen, Gemüse etc. beträgt immer noch ca. 70 % der Gemeindefläche. Handwerk, Handel, Kleinindustrie und der Dienstleistungssektor sind jedoch auf dem Vormarsch.

## Geschichte
Auf dem Gebiet von Moknine befand sich wahrscheinlich schon vor der Ankunft der Phönizier eine Berbersiedlung. Später kam der Ort unter römische Herrschaft; insgesamt wurden an ca. 60 Fundorten römische Spuren entdeckt – darunter ca. 20 Brennöfen, was zeigt, dass die bereits von den Berbern und Phöniziern betriebene Tradition der Herstellung von Tonwaren auch unter den Römern fortbestand; einige Fundstücke werden im Archäologischen Museum von Sousse gezeigt. Vandalen und Byzantiner hinterließen keine Spuren in der Region. Obwohl Tunesien bereits in der zweiten Hälfte des 7. Jahrhunderts von den Arabern erobert wurde, entstand die erste größere Moschee in Moknine erst um die Mitte des 13. Jahrhunderts.

## Sehenswürdigkeiten
- Auf dem Gebiet der Stadt wurden Ende des 20. Jahrhunderts zwei phönizische Nekropolen entdeckt.
- Ein kleines Museum zeigt archäologische Funde; daneben beschäftigt es sich auch mit der regionalen Volkskultur (Trachten, Schmuck, Arbeitsgeräte etc.)
- Interessant sind die Töpfereierzeugnisse der Region (bouni), die sehr häufig mit Gesichtern verziert sind wie sie sich bereits auf phönizischen Keramiken finden.
- Die ehemalige Synagoge in der Altstadt (medina) befindet sich in einem noch halbwegs tragbaren Zustand.

## Persönlichkeiten
- Rafik Ben Salah (1948–2024), tunesisch-schweizerischer Schriftsteller
- Mohamed Ali Bhar (* 1989), Handballspieler
- Aharon Usan (1924–2007), israelischer Politiker und Minister